# Liborio Bellomo
Liborio Salvatore Bellomo (8 de enero de 1957) es un mafioso estadounidense, jefe de la familia criminal Genovese y jefe de la organización criminal Cosa Nostra. Formó parte de la Pandilla de la calle 116 de Saverio "Sammy Black" Santora y fue iniciado en 1977. Su padre era un soldado cercano a Anthony "Fat Tony" Salerno. En 1990, Kenneth McCabe, entonces investigador del crimen organizado para la oficina del fiscal de los Estados Unidos en Manhattan, identificó a Bellomo como "jefe en funciones" de la familia criminal tras la acusación a Vincent Gigante en el "Caso Ventanas". En junio de 1996, Bellomo fue acusado de extorsión, crimen organizado y de ordenar las muertes de Ralph DeSimone en 1991 y Antonio DiLorenzo en 1988; DeSimone fue encontrado con 5 disparos en el maletero de su coche en el Aeropuerto LaGuardia y DiLorenzo fue asesinado a tiros en el patio trasero de su casa. Desde aproximadamente el 2016, Bellomo fue reconocido, con toda probabilidad, como jefe oficial de la familia Genovese.

## Familia
Bellomo es hijo de Salvatore Bellomo. Es el primo del socio Genovese Liborio Thomas Bellomo; sus padres son hermanos y sus madres hermanas. Esto ha llevado a las fuerzas de seguridad a confundir sus identidades en varias ocasiones. En 1997, Liborio Thomas Bellomo juró en una declaración jurada que era culpable de cargos federales en lugar de Bellomo.
Bellomo tiene tres hijos y una hija.

## Jefe en funciones y acusación
En 1990, tras la acusación de Vincent Gigante en el Caso Ventanas, Bellomo fue nombrado jefe en funciones de la familia Genovese. El 11 de junio de 1996, Bellomo fue acusado bajo la Ley RICO incluyendo los asesinatos del mafioso Ralph DeSimone y Antonio DiLorenzo, extorsión y crimen organizado. DiLorenzo fue encontrado muerto a tiros en el patio trasero de su casa en West New York, New Jersey. DeSimone fue encontrado en el maletero de su coche en el Aeropuerto LaGuardia de Queens, con cinco disparos. Tanto DeSimone como DiLorenzo fueron asesinados porque los dirigentes de los Genovese pensaban que eran informantes del gobierno.
Los abogados de Bellomo declararon que su cliente pasó dos pruebas del polígrafo en las que negó haber matado a nadie. Los agentes del FBI afeitaron la cabeza de Bellomo, buscando pruebas de que éste había utilizado litio para vencer a las máquinas del polígrafo.
En febrero de 1997, los fiscales retiraron los cargos de asesinato de DeSimone y DiLorenzo y ofrecieron a Bellomo la oportunidad de declararse culpable de extorsionar a un sindicato de la construcción y a una empresa de transporte de basura. Bellomo aceptó el trato y fue condenado a 10 años de prisión.

## Encarcelamiento y más acusaciones
El 13 de julio de 2001, el encarcelado Bellomo fue acusado de blanqueo de dinero en relación con la participación de la familia Genovese en los chanchullos de los muelles y el control del ILA. Bellomo fue acusado de ocultar el dinero robado de la cuenta del fondo de pensiones de los miembros de la ILA entre 1996 y 1997. Bellomo volvió a declararse culpable de cargos menores, retrasando la fecha prevista para su puesta en libertad en 2004. 
El 23 de febrero de 2006, Bellomo y más de 30 miembros de la familia Genovese fueron acusados de más cargos de crimen organizado. Bellomo fue acusado específicamente de ordenar el asesinato en 1998 de Ralph Coppola, capitán en funciones de la banda de Bellomo y buen amigo de éste. El 16 de septiembre de 1998, Coppola desapareció unas semanas antes de su sentencia por fraude y nunca fue encontrado. El testigo del gobierno Peter Peluso, antiguo abogado de la familia Genovese, declaró que había transportado desde la cárcel un mensaje de Bellomo ordenando el asesinato de Coppola. Algunos relatos afirman que Coppola era irrespetuoso, otros dicen que robaba los beneficios de la familia.
Según la acusación de Bellomo:

LIBORIO S. BELLOMO, a/k/a "Barney Bellomo," el acusado, fue, en varios momentos relevantes de esta acusación, soldado, capo y jefe en funciones de la familia del crimen organizado Genovese. Antes de convertirse en Jefe en funciones de la Familia Genovese del Crimen Organizado en 1992 o alrededor de esa fecha, BELLOMO fue primero un Soldado de la Familia Genovese, y después un poderoso Capo, que controlaba una banda de Soldados y asociados con base en el Bronx, Nueva York. BELLOMO era responsable, entre otras cosas, del control de los sindicatos asociados al Centro de Convenciones Jacob Javits de Manhattan. BELLOMO se convirtió en el Jefe en funciones de la Familia Genovese del Crimen Organizado en o alrededor de 1992, tras el encarcelamiento del Jefe de la Familia Genovese Vincent Gigante. Alrededor de 1996, el propio BELLOMO fue encarcelado tras ser detenido por cargos penales federales presentados ante el Tribunal de Distrito de los Estados Unidos para el Distrito Sur de Nueva York. Tras su encarcelamiento, e incluso después de ser sustituido como Jefe en funciones, BELLOMO conservó un poder y una autoridad significativos dentro de la Familia Genovese del Crimen Organizado, y continuó siendo consultado y tomando decisiones con respecto a las actividades delictivas de la Familia Genovese. En o alrededor de 1997, tras su condena por cargos federales de extorsión, BELLOMO fue condenado a una pena de 10 años de prisión. Las actividades delictivas de BELLOMO incluyeron el asesinato en 1998 de Ralph Coppola, un soldado de la Familia Genovese y capo en funciones, así como su participación en dos planes para obstruir la justicia, uno conspirando para manipular a un testigo potencial, y el otro prestando testimonio falso y engañoso en un procedimiento del gran jurado.

.
Peluso se declaró culpable de su papel en el asesinato. Sin embargo, el gobierno no tenía pruebas de que Peluso se hubiera reunido con Bellomo. Al no disponer de pruebas suficientes para acusar a Bellomo de asesinato, el gobierno le ofreció un acuerdo de culpabilidad por fraude postal. Bellomo aceptó y fue condenado a un año más de prisión. A su hija Sabrina se le atribuye el mérito de haber ayudado a su padre a conseguir una sentencia leve con una súplica entre lágrimas al juez Lewis A. Kaplan. Debido a su encarcelamiento de 12 años, se perdió sus graduaciones del instituto, la universidad y la facultad de derecho.

## Liberación de la cárcel
El 1 de diciembre de 2008, Bellomo salió de prisión tras cumplir 12 años de condena.